# Xã Lincoln, Quận Neosho, Kansas
Xã Lincoln (tiếng Anh: Lincoln Township) là một xã thuộc quận Neosho, tiểu bang Kansas, Hoa Kỳ. Năm 2010, dân số của xã này là 310 người.